# Регрессия (психология)
Регре́ссия (лат. regressus — обратное движение) — защитный механизм, являющийся формой психологического приспособления в ситуации конфликта или тревоги, когда человек бессознательно прибегает к более ранним, менее зрелым и менее адекватным образцам поведения, которые кажутся ему гарантирующими защиту и безопасность.

## Описание
В основе этой защиты лежит объективный факт, что маленького ребёнка люди обычно склонны защищать в большей степени, чем взрослого человека. Сохраняя воспоминания о чувстве безопасности, которое было у большинства людей в детстве, они, порой, бессознательно используют, на первый взгляд, парадоксальный способ защиты от неприятностей — начинают проявлять детские, не адаптивные черты характера и модели поведения. Зачастую это действительно приводит к тому, что окружающие начинают защищать «беззащитного ребёнка», но не всегда: регрессия может срабатывать даже тогда, когда рядом попросту никого нет.
Демонстрация болезненности, ущербности и др. также относится к регрессии, так как содержит то же послание: «Я больной, я не способен о себе позаботиться, защитите меня». Как следствие, у некоторых людей, злоупотребляющих регрессией, это может действительно приводить к хроническим болезням и хронической неуспешности, перерастать в ипохондрию и сопровождаться соматизацией. Когда регрессия становится краеугольным камнем личности, жизненной стратегией преодоления проблем, такая личность называется инфантильной личностью.
Также регрессия характерна для истероидных личностей.

## Виды нормальной детской регрессии
Выделяют следующие виды нормальной регрессии, проявляющейся у детей:
- Кратковременный регресс навыков — возможен в ситуации, вызывающей страх, в ослабленном состоянии после болезни или в состоянии усталости навыки, находящиеся в стадии формирования, могут оказываться недоступными для ребёнка.
- Регресс эмоциональной регуляции — проявляется в тех же условиях эмоционального истощения любой маленький ребёнок скорее всего прибегнет к менее зрелым и более мощным по своей защитной функции формам реагирования на аффективные трудности.
- Временный откат, возвращение к более простой, но соответствующей возрасту форме поведения после периода преждевременного использования более прогрессивной формы поведения.
- Кратковременный неглубокий регресс поведения и способов аффективного реагирования, возможный в ситуациях, связанных с изменением всей системы жизненных стереотипов семьи (например, в случае рождения нового ребёнка).
- Регресс из-за нетерпимости несоответствия образцу — тенденция поначалу отказываться применять на практике навык, несовершенство которого по сравнению с образцом взрослого или собственного поведения бросается в глаза ребёнку[3].